# Creatonotos aurantiaca
Creatonotos aurantiaca là một loài bướm đêm thuộc phân họ Arctiinae, họ Erebidae.